# Antepipona hessei
Antepipona hessei är en stekelart som beskrevs av Giordani Soika 1985. Antepipona hessei ingår i släktet Antepipona och familjen Eumenidae. Inga underarter finns listade i Catalogue of Life.